# Vatica chinensis
Vatica chinensis är en tvåhjärtbladig växtart som beskrevs av Carl von Linné. Vatica chinensis ingår i släktet Vatica och familjen Dipterocarpaceae. Inga underarter finns listade i Catalogue of Life.

## Bildgalleri

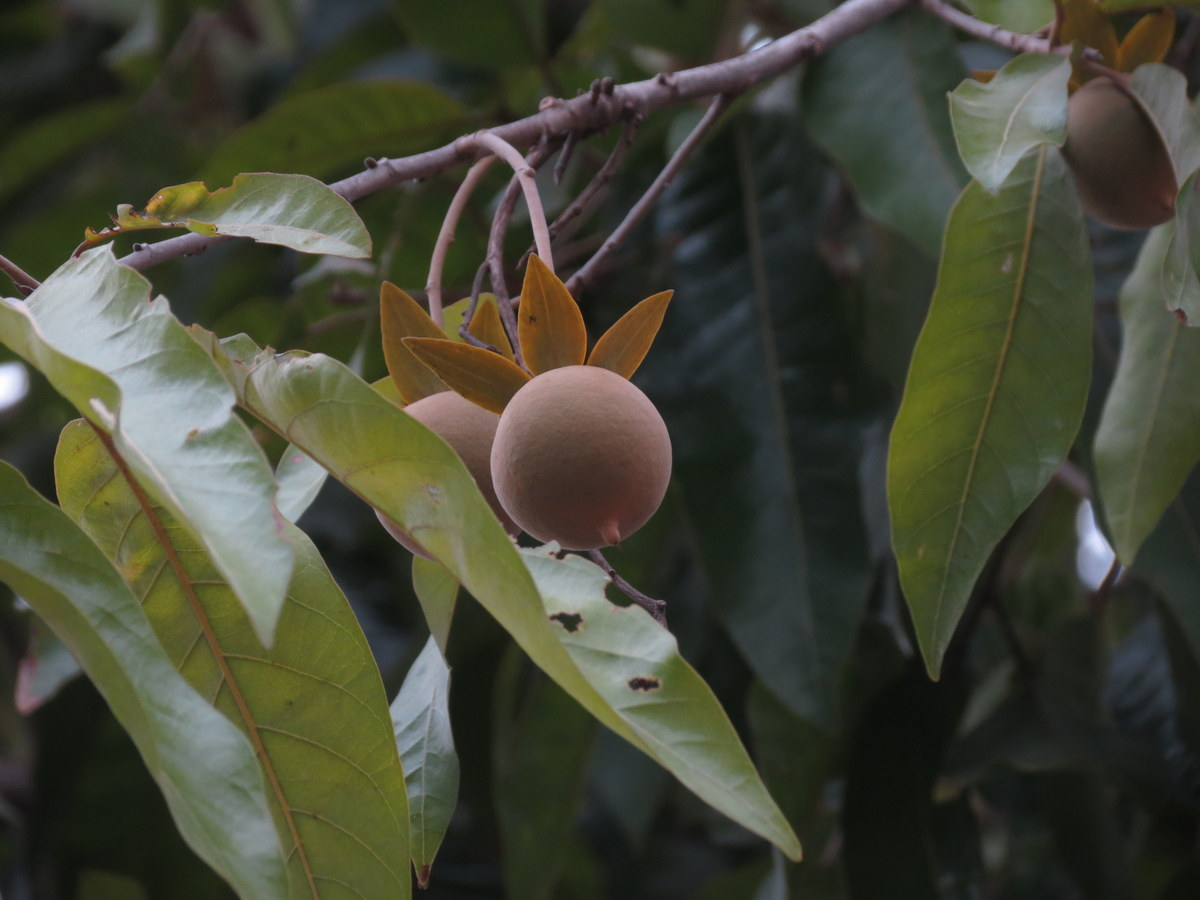
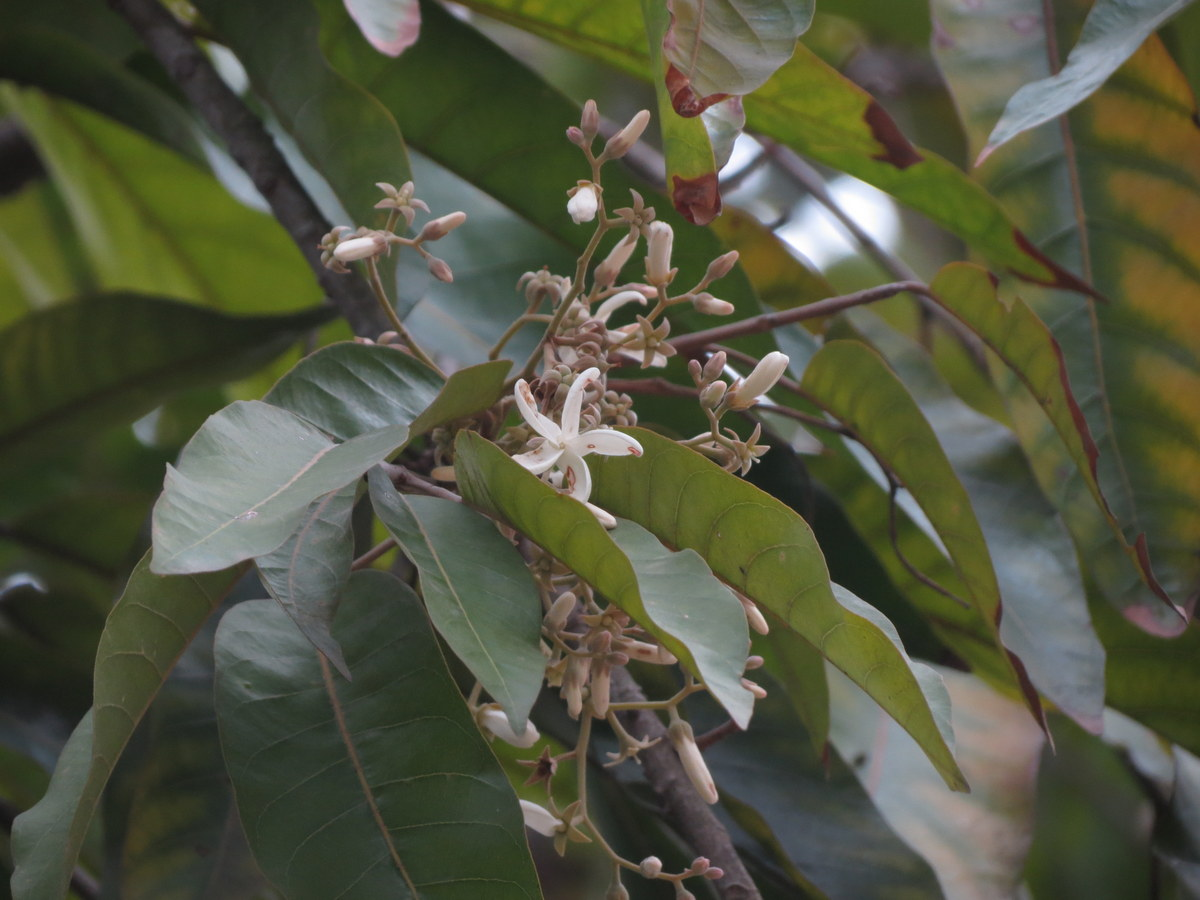
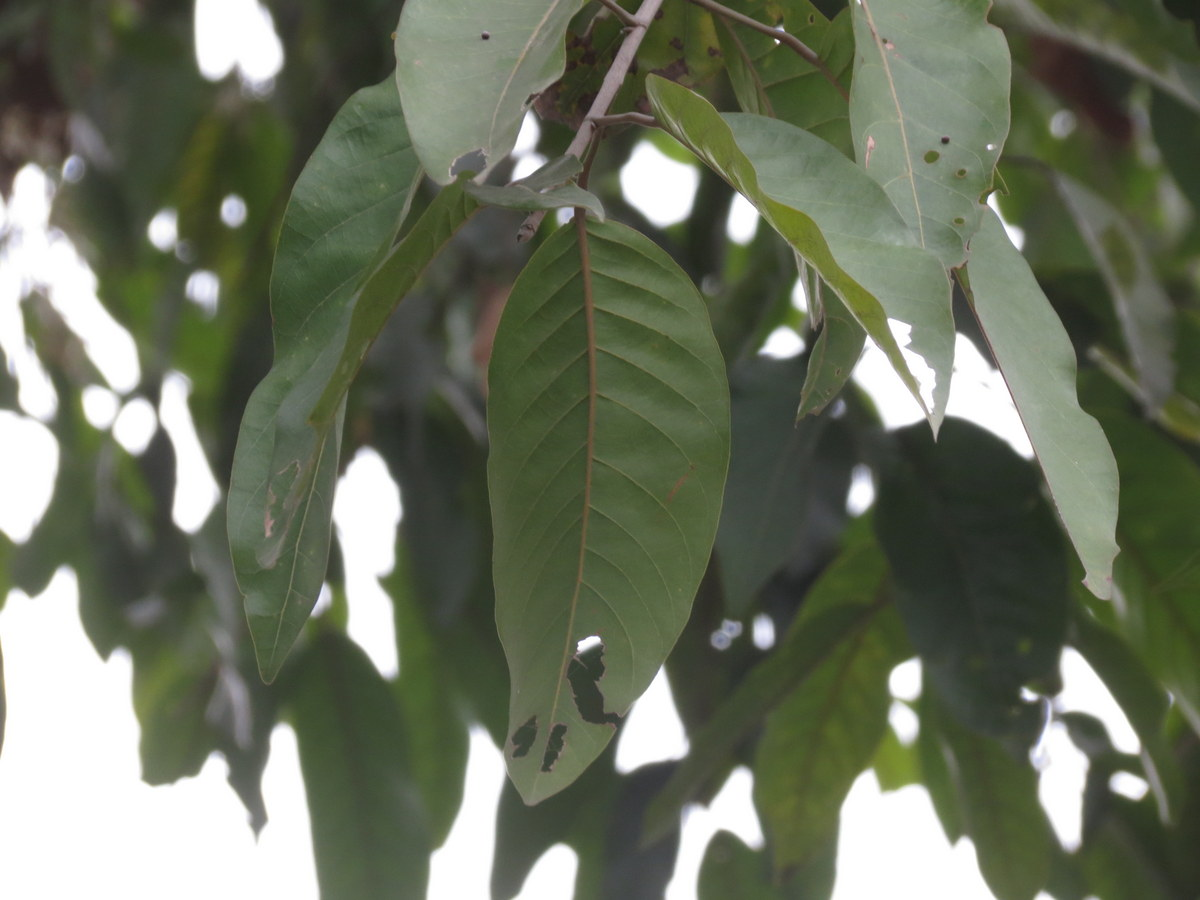